# Хирина
Хирина (пол. Chyrzyna) — село в Польщі, у гміні Кривча Перемишльського повіту Підкарпатського воєводства.
Населення — 133 особи (2011).

## Географія
Село розташоване на відстані 16 кілометрів на захід від центру повіту міста Перемишль та 47 кілометри на південний схід від центру воєводства міста Ряшів. Зараз охоплює також територію колишнього села Хиринка.

## Історія
У 1507 році в селі вже була православна церква, після прийняття унії була парафіяльною церквою Порохницького деканату Перемишльської єпархії. У міжвоєнний час до Хирини приєднано сусіднє село Хиринка. Наявна нині дерев’яна церква Преподобного Симеона Стовпника була збудована в 1865 р. в селі Хиринка, в 1936 р. налічувала 103 парафіян в Хиринці та 412 парафіян у Хирині.
У 1975-1998 роках село належало до Перемишльського воєводства.

## Демографія
- 1785 — 242 греко-католики, 20 римо-католиків, 8 юдеїв
- 1859 — 338 греко-католиків
- 1879 — 390 греко-католиків
- 1899 — 374 греко-католики
- 1938 — 504 греко-католики (нема даних про вірних інших конфесій)
- 1939 — 630 мешканців, з них 520 українців-грекокатоликів, 50 поляків, 45 євреїв і 15 німців[3]

Демографічна структура станом на 31 березня 2011 року:
|          | Загалом | Допрацездатний вік | Працездатний вік | Постпрацездатний вік |
| -------- | ------- | ------------------ | ---------------- | -------------------- |
| Чоловіки | 72      | 14                 | 56               | 2                    |
| Жінки    | 61      | 10                 | 39               | 12                   |
| Разом    | 133     | 24                 | 95               | 14                   |